# اسپی‌رود
اسپی رود، نام روستایی از توابع بخش کلار شهرستان عباس‌آباد در استان مازندران می‌باشد. این روستا طبق سرشماری سال ۹۵ دارای ۹۹ نفر جمعیت است. مردم این روستا به زبان مازندرانی گویش می کنند.

## جمعیت
این روستا در دهستان کلارآباد قرار دارد و براساس سرشماری مرکز آمار ایران در سال ۱۳۸۵، جمعیت آن ۱۰۸ نفر (۳۲خانوار) بوده‌است.  مردم اسپی رود از قومیت طبری هستند مردم اسپی رود به زبان طبری (مازندرانی) سخن می‌گویند.